# Sīvīr
Sīvīr är en ort i Iran.   Den ligger i provinsen Gilan, i den norra delen av landet, 180 km nordväst om huvudstaden Teheran. Sīvīr ligger 29 meter över havet och antalet invånare är 397.
Terrängen runt Sīvīr är varierad. Runt Sīvīr är det ganska tätbefolkat, med 134 invånare per kvadratkilometer. Närmaste större samhälle är Langarud, 19,7 km nordväst om Sīvīr. Trakten runt Sīvīr består till största delen av jordbruksmark.